# John H. Schmertmann
John Henry Schmertmann (* 2. Dezember 1928 in New York City) ist ein US-amerikanischer Bauingenieur (Geotechnik).
Schmertmann studierte Bauingenieurwesen am Massachusetts Institute of Technology (Bachelor 1950) und an der Northwestern University, wo er 1952 einen Master-Abschluss machte und 1962 promoviert wurde. 1951 bis 1954 war er als geotechnischer Ingenieur bei Moran, Proctor, Mueser and Rutledge in New York und danach bis 1956 beim US Army Corps of Engineers. Ab 1956 war er zunächst Assistant Professor und später Professor für Bauingenieurwesen und Küsteningenieurwesen an der University of Florida. Inzwischen ist er dort Professor Emeritus. 1962/63 war er als Fellow der National Science Foundation am Geotechnischen Institut in Oslo und 1971/72 Gastwissenschaftler am National Research Council von Kanada. Ab 1978 war er außerdem in seinem eigenen Ingenieurbüro Schmertmann & Crapps Consulting Geotechnical Engineers.
Schmertmann schlug 1970 ein neues Verfahren vor, mit Hilfe von Drucksondierung (CPT) das Steifemodul des Bodens und daraus die Setzung von Flachgründungen in Sandböden abzuschätzen (aus den Werten des Spitzendrucks bei der Drucksondierung). Er entwickelte auch die CPT Methoden weiter wie Anfang der 1970er Jahre durch gleichzeitige Porenwasserdruckmessungen neben Spitzendruck und Mantelreibung.
1989 hielt er die Terzaghi Lecture. 1956 erhielt er den Collingwood Prize der American Society of Civil Engineers (ASCE), den State of the Arts Award der ASCE (1977), den Middlebrooks Prize, den Lifetime Achievement Award der ASCE und 1971 die Norman Medal der ASCE. Er ist Mitglied der National Academy of Engineering (1984).
John Henry Schmertmann ist verheiratet und hat vier Kinder.